# Venera iz Berekhat Rama
Venera iz Berekhat Rama (prije 280.000-250.000 godina) je oblutak pronađen u Berekhat Ramu na Golanskoj visoravni. Oblutak su modificirali rani ljudi i pretpostavlja se da predstavlja ženski ljudski lik.

## Opis
Predmet je iskopala i prvi opisala Naama Goren-Inbar s Instituta za arheologiju Židovskog sveučilišta u Jeruzalemu. Artefakt je kamenčić od vulkanske stijene škorije, dugačak 35 mm, širok 25 mm i debeo 21 mm. Težak je približno 10 g. Iskopan je 1981. na acheuléenskom nalazištu u mjestu Berekhat Ram, na Golanskoj visoravni. Objekt je datiran na prije 280.000-250.000.
Goren-Inbar je opisala nekoliko umjetnih utora na objektu: jedan je poprečni utor u gornjoj trećini, drugi su uzdužni utori na stranama ispod poprečnog utora. Alexander Marshack je 1997. godine mikroskopski istražio objekt. Također je opisao umjetne izmjene, uključujući poprečne i uzdužne utore koje je pronašla Goren-Inbar. Konačno, Francesco d'Errico i April Nowell ponovno su ispitali objekt koristeći usporedni pristup. Djelomično su potvrdili, dijelom ispravili nalaze Marshacka. d'Errico i Nowell također su izvijestili o gore navedenim utorima (s nekim ispravkama). Također su opisali područja mogućeg habanja na prednjoj, stražnjoj i donjoj strani predmeta.

## Tumačenje
Goren-Inbar i Marshack sugerirali su da je objekt nalikovao ženskom tijelu te da su ga hominidi umjetno izmijenili kako bi naglasili njegova antropomorfna obilježja. Objekt se tada nazivao figurica, a trenutno je poznat kao Venera iz Berekhat Rama (izraz "Venera" preuzet je iz konvencionalnog naziva mnogo mlađih figurica Venere iz gornjeg paleolitika ). Ako je ova hipoteza točna, objekt bi bio najraniji primjer umjetnosti prikazivanja među poznatim arheološkim artefaktima, zajedno s Venerom iz Tan-Tana
d'Errico i Nowell potvrdili su umjetnu prirodu modifikacija objekta, ali su se suzdržali od poistovjećivanja s ljudskim tijelom. Primijetili su da utori općenito mogu imati funkcionalnu svrhu. Ipak, izjavili su da je uzdužne simetrične utore u obliku slova U (koji navodno predstavljaju "krakove") teško funkcionalno objasniti. Dakle, slično kao Goren-Inbar i Marshack, d'Errico i Nowell zalagali su se za neutilitarističku i simboličku prirodu objekta.

## Vanjske poveznice
- Don Hitchcock (Don's Maps): "The Berekhat Ram Venus"
- Visual-Arts-Cork.com: "Venus of Berekhat Ram"
- Rock Art Network (Bradshaw Foundation): "Berekhat Ram"
- James B. Harrod (OriginsNet): "Berekhat Ram"  Arhivirana inačica izvorne stranice od 15. kolovoza 2021. (Wayback Machine)